# Prognathogryllus giganteus
Prognathogryllus giganteus är en insektsart som beskrevs av Otte, D. 1994. Prognathogryllus giganteus ingår i släktet Prognathogryllus och familjen syrsor. Inga underarter finns listade i Catalogue of Life.